# دلانکو، نیوجرسی
دلانکو (به انگلیسی: Delanco Township) شهری در ایالت نیوجرسی کشور ایالات متحده آمریکا است که جمعیت آن در سرشماری سال ۲۰۱۰ میلادی، ۴٬۲۸۳ نفر بوده‌است.